# New Dubby Conquerors
New Dubby Conquerors är ett musikalbum av det tyska dancehallbandet Seeed. Albumet släpptes den 21 maj 2001.

## Låtlista
1. Dancehall Caballeros
2. Riddim No. 1
3. Papa Noah
4. Walk Upright
5. Dickes B. (feat. Black Kappa)
6. Psychedelic Kingdom
7. Sensimilla (feat. Denyo)
8. We Seeed
9. Tide Is High
10. Top Of The City
11. Fire The Hidden
12. New Dubby Conquerors